# Copera vittata
Copera vittata är en trollsländeart. Copera vittata ingår i släktet Copera och familjen flodflicksländor. IUCN kategoriserar arten globalt som livskraftig.

## Underarter
Arten delas in i följande underarter:
- C. v. acutimargo
- C. v. assamensis
- C. v. deccanensis
- C. v. javana
- C. v. palawana
- C. v. serapica
- C. v. vittata

## Bildgalleri

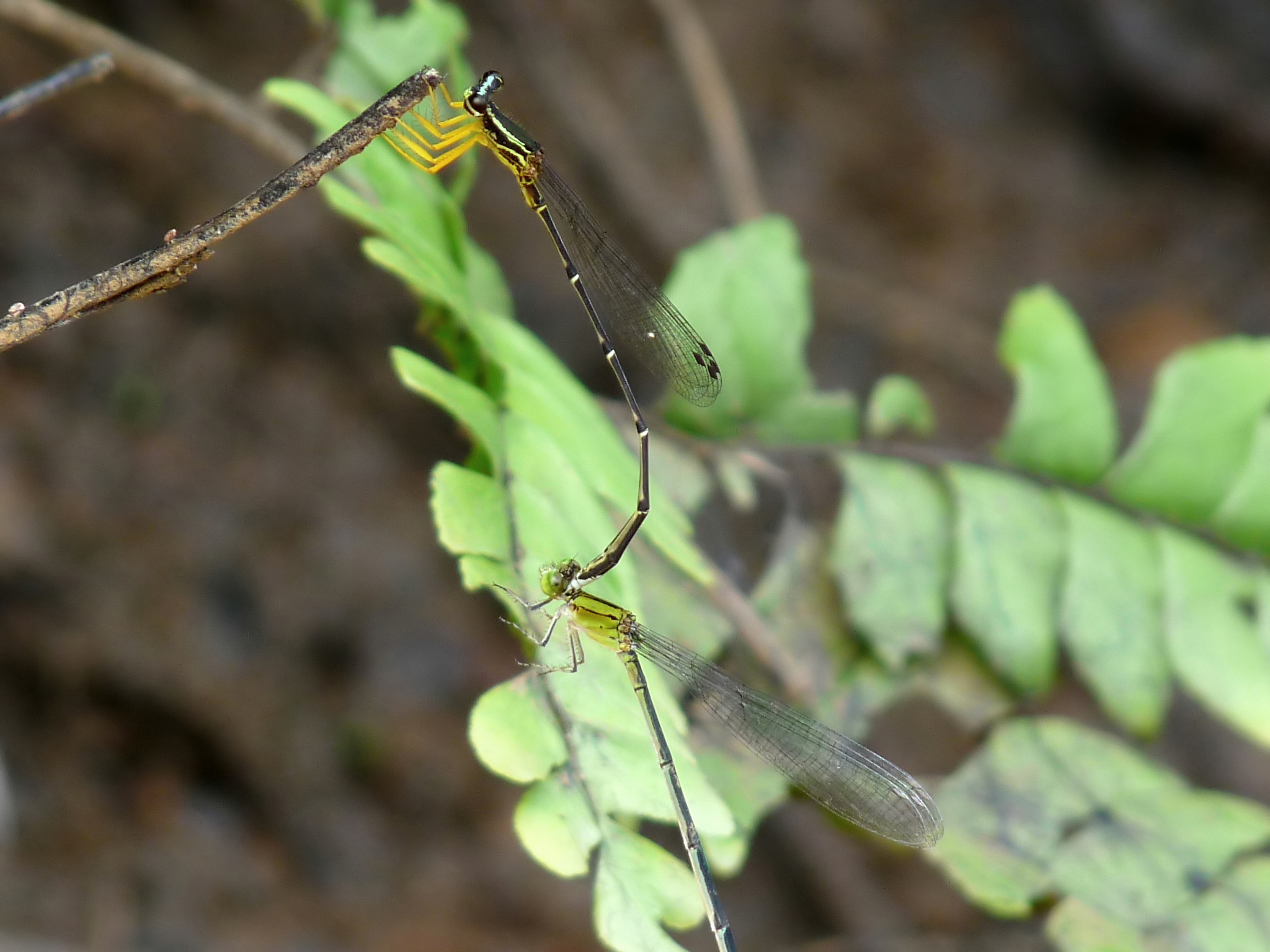